# Provinz Batna
Die Provinz Batna (arabisch ولاية باتنة, DMG Wilāyat Bātina, tamazight ⴰⴳⴻⵣⴷⵓ ⵏ ⴱⴰⵜⵏⴰ Agezdu n Batna) ist eine Provinz (wilaya) im östlichen Algerien.
Die Provinz liegt am Übergang zwischen dem dichtbesiedelten Norden und dem dünnbesiedelten Süden des Landes, sie umfasst eine Fläche von 11.855 km².
Rund 1.085.000 Menschen (Schätzung 2006) bewohnen die Provinz, die Bevölkerungsdichte beträgt somit rund 92 Einwohnern pro Quadratkilometer. Ein Gutteil der Bevölkerung ist berberischer Herkunft und spricht die Berbersprache Shawiya (Chaoui).
Hauptstadt der Provinz ist Batna.